# 6-Stunden-Rennen von Fuji 2012

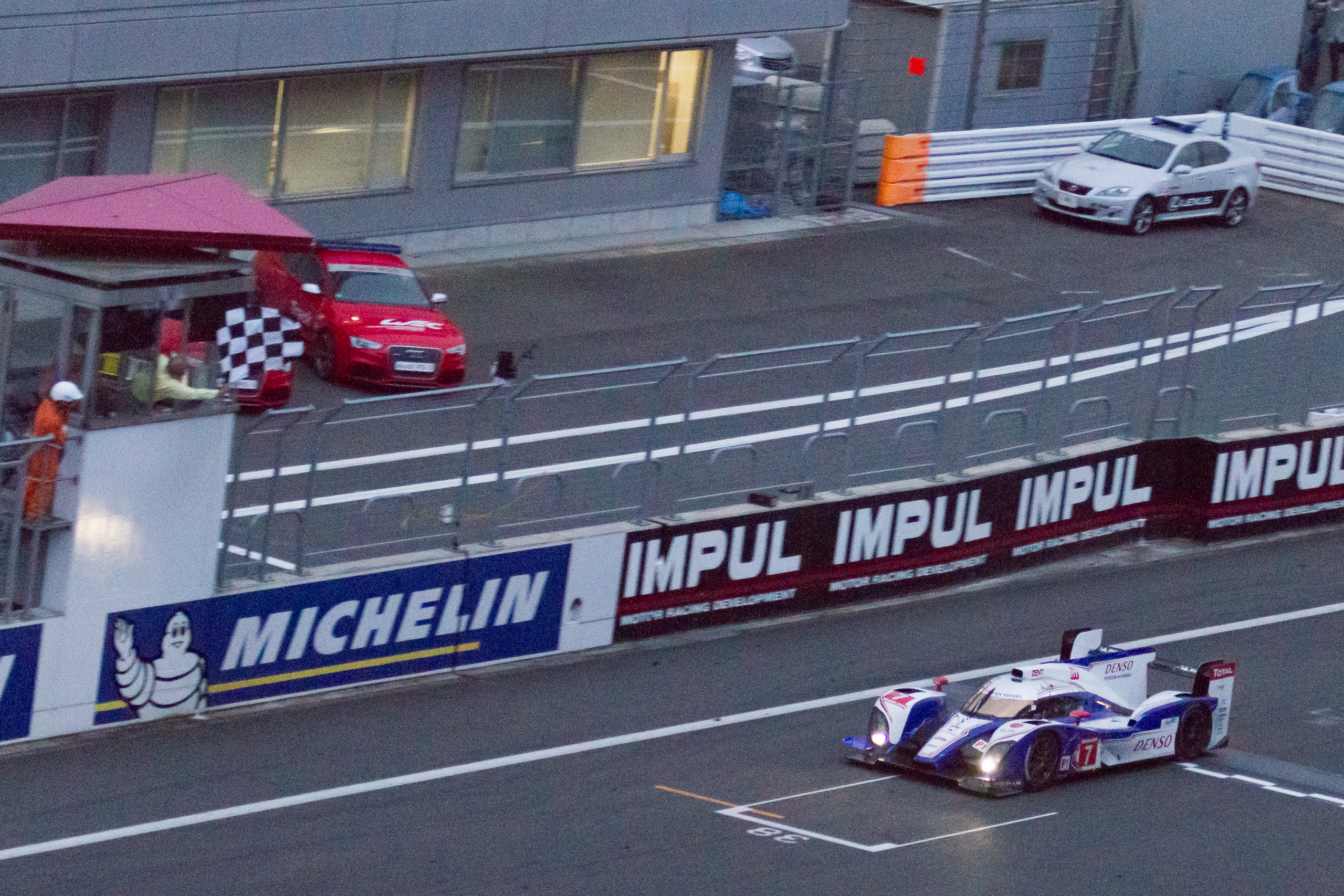
Der siegreiche Toyota TS030 Hybrid bei der Zielankunft

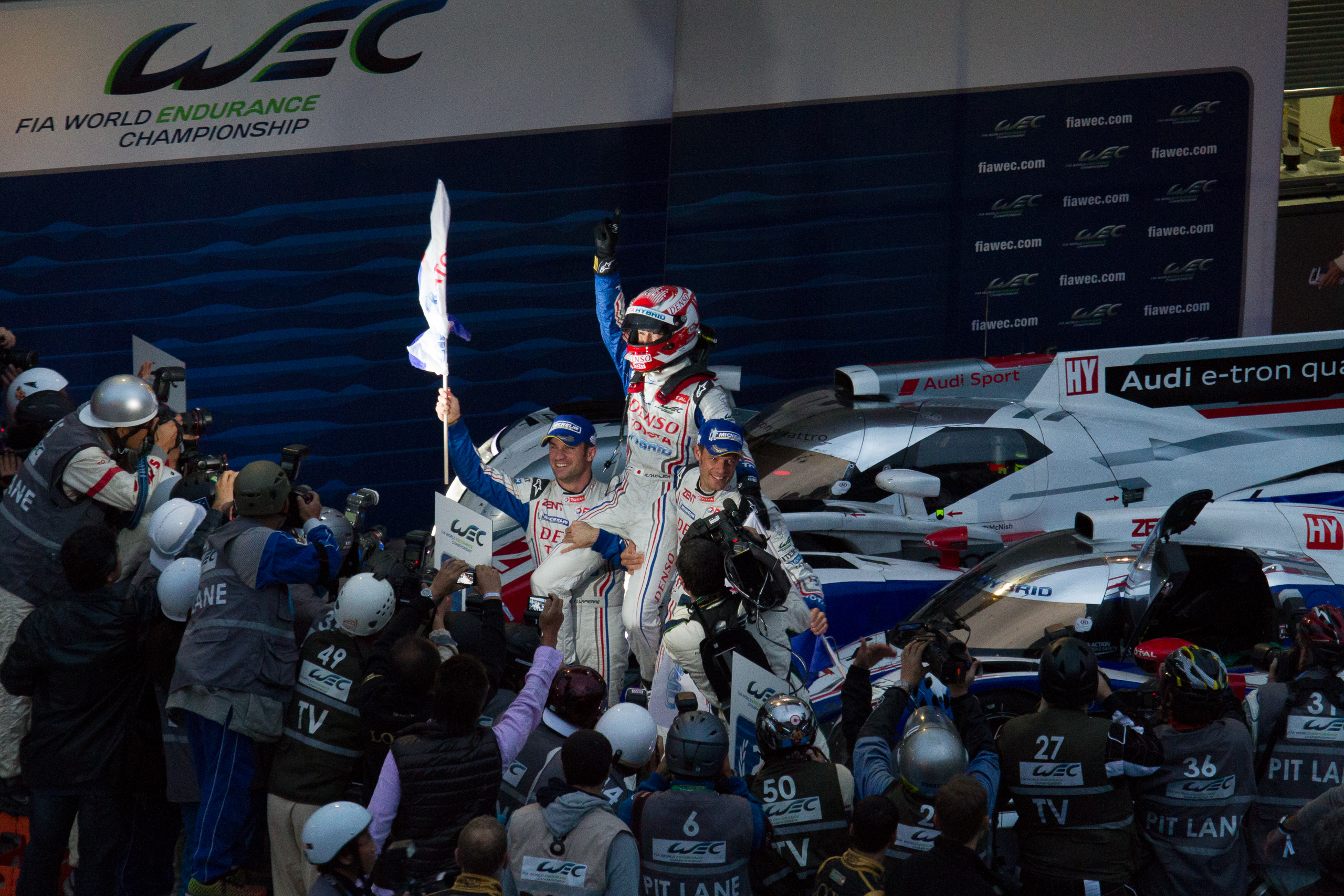
Die Gesamtsieger Nicolas Lapierre, Kazuki Nakajima und Alexander Wurz

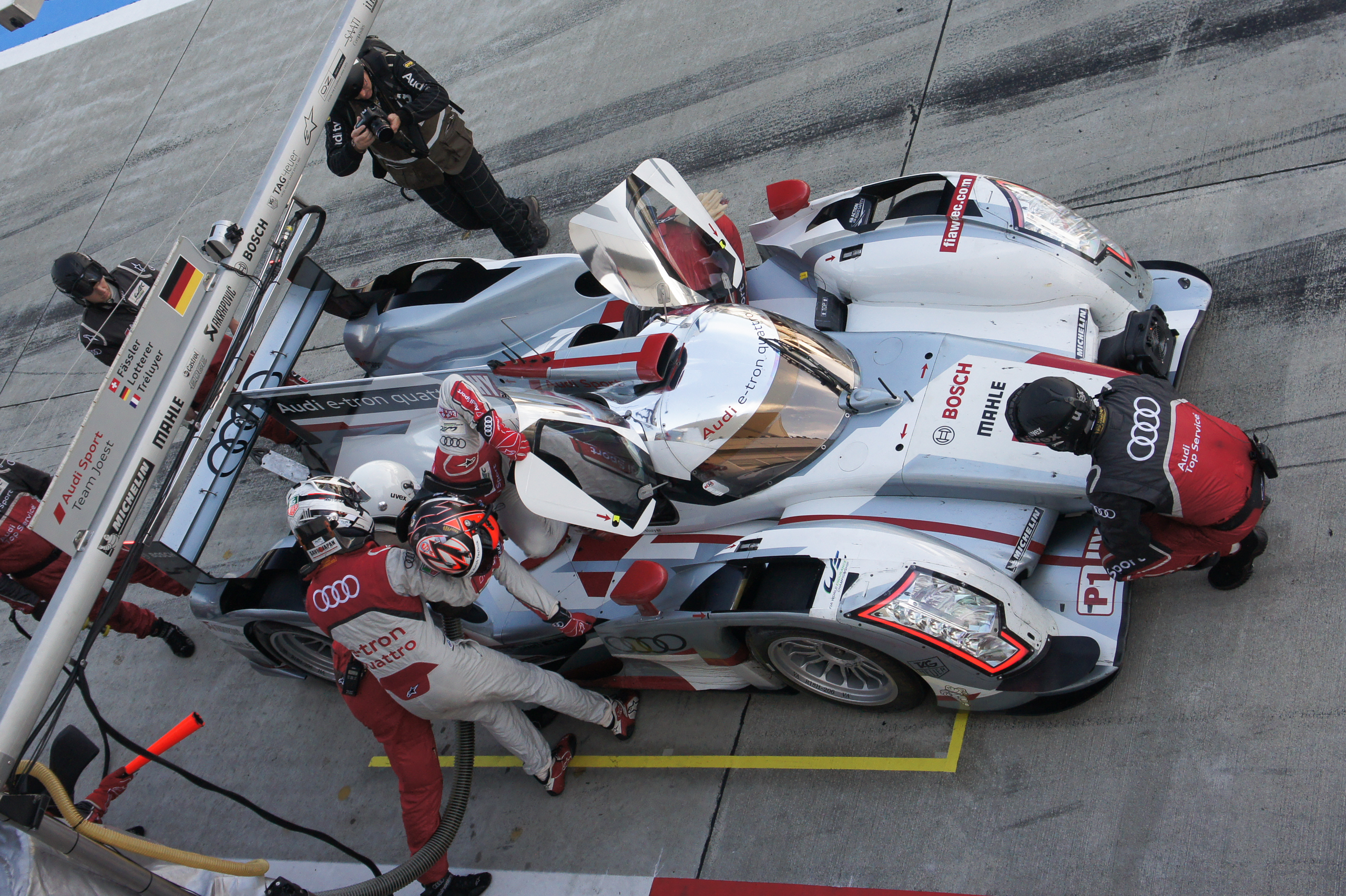
Der zweitplatzierte der Audi R18 e-tron quattro von André Lotterer, Benoît Tréluyer und Marcel Fässler beim Boxenstopp

Das 6-Stunden-Rennen von Fuji 2012, auch 6 Hours of Fuji, Fuji Speedway, fand am 14. Oktober auf dem Fuji Speedway statt und war der siebte Wertungslauf der FIA-Langstrecken-Weltmeisterschaft dieses Jahres.

## Vor dem Rennen
Das Rennen auf dem Fuji Speedway war der vorletzte Wertungslauf der FIA-Langstrecken-Weltmeisterschaft 2012. Die Weltmeisterschaftssaison begann im März mit dem 12-Stunden-Rennen von Sebring. Die Veranstaltung auf der traditionellen und unebenen Strecke in Sebring markierte den Beginn der neuen Sportwagen-Rennserie. Audi gelang mit den beiden Audi R18 TDI ein Doppelsieg. Allan McNish, Tom Kristensen und Rinaldo Capello gewannen vor den Teamkollegen Timo Bernhard, Romain Dumas und Loïc Duval. Beim folgenden 6-Stunden-Rennen von Spa-Francorchamps gab es einen Audi-Dreifachsieg.
Auch das 24-Stunden-Rennen von Le Mans endete mit einem Dreifacherfolg der Audis. In Le Mans debütierte der Toyota TS030 Hybrid, der in der Folge zum ebenbürtigen Konkurrenten der R18 TDI wurde. Nach dem Audi-Sieg im Silverstone gewann in São Paulo erstmals ein Toyota. Das letzte Rennen vor dem Weltmeisterschaftslauf in Fuji war das 6-Stunden-Rennen von Bahrain, das mit einem weiteren Audi-Doppelsieg zu Ende ging.

## Das Rennen
Für die Rennmannschaft von Toyota war Fuji das Heimrennen, dementsprechend hoch waren die Erfolgserwartungen an das Rennwochenende. Bereits im Training konnte Kazuki Nakajima diese erfüllen, als er im TS030 Hybrid mit der Nummer 7 in der Qualifikation in 1:27,499 Minuten die schnellste Zeit fuhr. Auch am Renntag erwies sich der Toyota als das schnellste Fahrzeug im Feld. Bis zur letzten Rennstunde fuhren Nakajima, Nicolas Lapierre und Alexander Wurz einen Vorsprung von 50 Sekunden auf den Audi von Lotterer, Tréluyer und Fässler heraus. Da der Toyota-Motor wieder mehr Treibstoff verbrauchte als die Dieselmotoren der Audi, war knapp vor Schluss ein letzter Tankstopp notwendig, der den Vorsprung des führenden Toyota auf wenige Sekunden schrumpfen ließ. Im Ziel hatte der siegreiche TS030 Hybrid 4 Sekunden Vorsprung auf den zweitplatzierten Audi R18 e-tron quattro.
Die LMP2-Klasse gewannen John Martin, Tor Graves und Shinji Nakano im Oreca 03. In der GTE-Pro-Klasse siegten Richard Lietz und Marc Lieb im Porsche 997 GT3 RSR. Die Amateur-GT-Klasse endete mit dem Erfolg von Julien Canal, Patrick Bornhauser und Pedro Lamy im Chevrolet Corvette C6 ZR1.

## Ergebnisse

### Schlussklassement
| 1               | LMP1    | 7  | Toyota Racing           | Alexander Wurz Nicolas Lapierre Kazuki Nakajima      | Toyota TS030 Hybrid       | 233 |
| 2               | LMP1    | 1  | Audi Sport Team Joest   | André Lotterer Benoît Tréluyer Marcel Fässler        | Audi R18 e-tron quattro   | 233 |
| 3               | LMP1    | 2  | Audi Sport Team Joest   | Tom Kristensen Allan McNish                          | Audi R18 e-tron quattro   | 233 |
| 4               | LMP1    | 12 | Rebellion Racing        | Nicolas Prost Neel Jani                              | Lola B12/60               | 227 |
| 5               | LMP1    | 22 | JRM                     | David Brabham Karun Chandhok Peter Dumbreck          | HPD ARX-03a               | 226 |
| 6               | LMP1    | 21 | Strakka Racing          | Nick Leventis Danny Watts Jonny Kane                 | HPD ARX-03a               | 226 |
| 7               | LMP1    | 13 | Rebellion Racing        | Andrea Belicchi Harold Primat                        | Lola B12/60               | 225 |
| 8               | LMP2    | 25 | ADR-Delta               | John Martin Tor Graves Shinji Nakano                 | Oreca 03                  | 220 |
| 9               | LMP2    | 44 | Starworks Motorsport    | Vicente Potolicchio Ryan Dalziel Stéphane Sarrazin   | HPD ARX-03b               | 219 |
| 10              | LMP2    | 24 | OAK Racing              | Matthieu Lahaye Olivier Pla Jacques Nicolet          | Morgan LMP2               | 219 |
| 11              | LMP2    | 49 | Pecom Racing            | Luís Pérez Companc Pierre Kaffer Nicolas Minassian   | Oreca 03                  | 216 |
| 12              | LMP2    | 32 | Lotus                   | Vitantonio Liuzzi Kevin Weeda James Rossiter         | Lola B12/80               | 177 |
| 13              | LMP2    | 29 | Gulf Racing Middle East | Jean-Denis Delétraz Keiko Ihara Fabien Giroix        | Lola B12/80               | 214 |
| 14              | LMP2    | 41 | Greaves Motorsport      | Christian Zugel Ricardo González Elton Julian        | Zytek Z11SN               | 212 |
| 15              | LMP2    | 23 | Signatech Nissan        | Jordan Tresson Franck Mailleux Olivier Lombard       | Oreca 03                  | 211 |
| 16              | LMP1    | 15 | Oak Racing              | Bertrand Baguette Dominik Kraihamer Takuma Satō      | OAK Pescarolo 01          | 210 |
| 17              | GTE Pro | 77 | Team Felbermayr-Proton  | Richard Lietz Marc Lieb                              | Porsche 997 GT3 RSR       | 207 |
| 18              | GTE Pro | 51 | AF Corse                | Giancarlo Fisichella Gianmaria Bruni                 | Ferrari 458 Italia        | 206 |
| 19              | GTE Pro | 97 | Aston Martin Racing     | Stefan Mücke Darren Turner                           | Aston Martin Vantage GTE  | 206 |
| 20              | GTE Pro | 71 | AF Corse                | Andrea Bertolini Olivier Beretta                     | Ferrari 458 Italia        | 206 |
| 21              | GTE Am  | 50 | Larbre Compétition      | Julien Canal Patrick Bornhauser Pedro Lamy           | Chevrolet Corvette C6 ZR1 | 204 |
| 22              | GTE Am  | 57 | Krohn Racing            | Tracy Krohn Niclas Jönsson Michele Rugolo            | Ferrari 458 Italia        | 203 |
| 23              | GTE Am  | 88 | Team Felbermayr-Proton  | Christian Ried Gianluca Roda Paolo Ruberti           | Porsche 997 GT3 RSR       | 202 |
| 24              | GTE Am  | 70 | Larbre Compétition      | Christophe Bourret Jean-Philippe Belloc Pascal Gibon | Chevrolet Corvette C6 ZR1 | 199 |
| 25              | GTE Am  | 55 | JWA-Avila               | Kenji Kobayashi Joël Camathias Paul Daniels          | Porsche 997 GT3 RSR       | 196 |
| Disqualifiziert |         |    |                         |                                                      |                           |     |
| 26              | LMP2    | 26 | Signatech Nissan        | Pierre Ragues Nelson Panciatici Roman Rusinov        | Oreca 03                  | 213 |
| Ausgefallen     |         |    |                         |                                                      |                           |     |
| 27              | LMP2    | 31 | Lotus                   | Thomas Holzer Mirco Schultis                         | Lola B12/80               | 139 |

### Nur in der Meldeliste
Zu diesem Rennen sind keine weiteren Meldungen bekannt.

### Klassensieger
| Klasse  | Fahrer             | Fahrer           | Fahrer          | Fahrzeug                  | Platzierung im Gesamtklassement |
| ------- | ------------------ | ---------------- | --------------- | ------------------------- | ------------------------------- |
| LMP1    | Alexander Wurz     | Nicolas Lapierre | Kazuki Nakajima | Toyota TS030 Hybrid       | Gesamtsieg                      |
| LMP2    | John Martin        | Tor Graves       | Shinji Nakano   | Oreca 03                  | Rang 8                          |
| GTE Pro | Marc Lieb          | Richard Lietz    |                 | Porsche 997 GT3 RSR       | Rang 17                         |
| GTE Am  | Patrick Bornhauser | Julien Canal     | Pedro Lamy      | Chevrolet Corvette C6-ZR1 | Rang 21                         |

### Renndaten
- Gemeldet: 27
- Gestartet: 27
- Gewertet: 25
- Rennklassen: 4
- Zuschauer: 32.000
- Wetter am Renntag: trocken
- Streckenlänge: 4,563 km
- Fahrzeit des Siegerteams: 6:00:42,920 Stunden
- Gesamtrunden des Siegerteams: 233
- Gesamtdistanz des Siegerteams: 1063,170 km
- Siegerschnitt: 176,800 km/h
- Pole Position: Kazuki Nakajima – Toyota TS030 Hybrid (#7) – 1:27,499 = 187,700 km/h
- Schnellste Rennrunde: Kazuki Nakajima – Toyota TS030 Hybrid (#7) – 1:28,088 = 186,600 km/h
- Rennserie: 7. Lauf zum FIA-Langstrecken-Weltmeisterschaft 2012